# Burgoyne Bay
Burgoyne Bay är en vik i Kanada.   Den ligger i provinsen British Columbia, i den sydvästra delen av landet, 3 600 km väster om huvudstaden Ottawa.
I omgivningarna runt Burgoyne Bay växer i huvudsak blandskog.